# Dichapetalum korupinum
Espèce
Statut de conservation UICN

 CR D : 
En danger critique
Dichapetalum korupinum est une espèce de plantes à fleurs de la famille des Dichapetalaceae et du genre Dichapetalum selon la classification phylogénétique.
Son épithète spécifique fait référence au parc national de Korup où elle est localisée.

## Découverte et description
Dichapetalum korupinum est une plante endémique du Cameroun. Elle est classée comme en danger critique d'extinction selon le critère D. On la trouve essentiellement au parc national de Korup.